# Provincia di Dos de Mayo

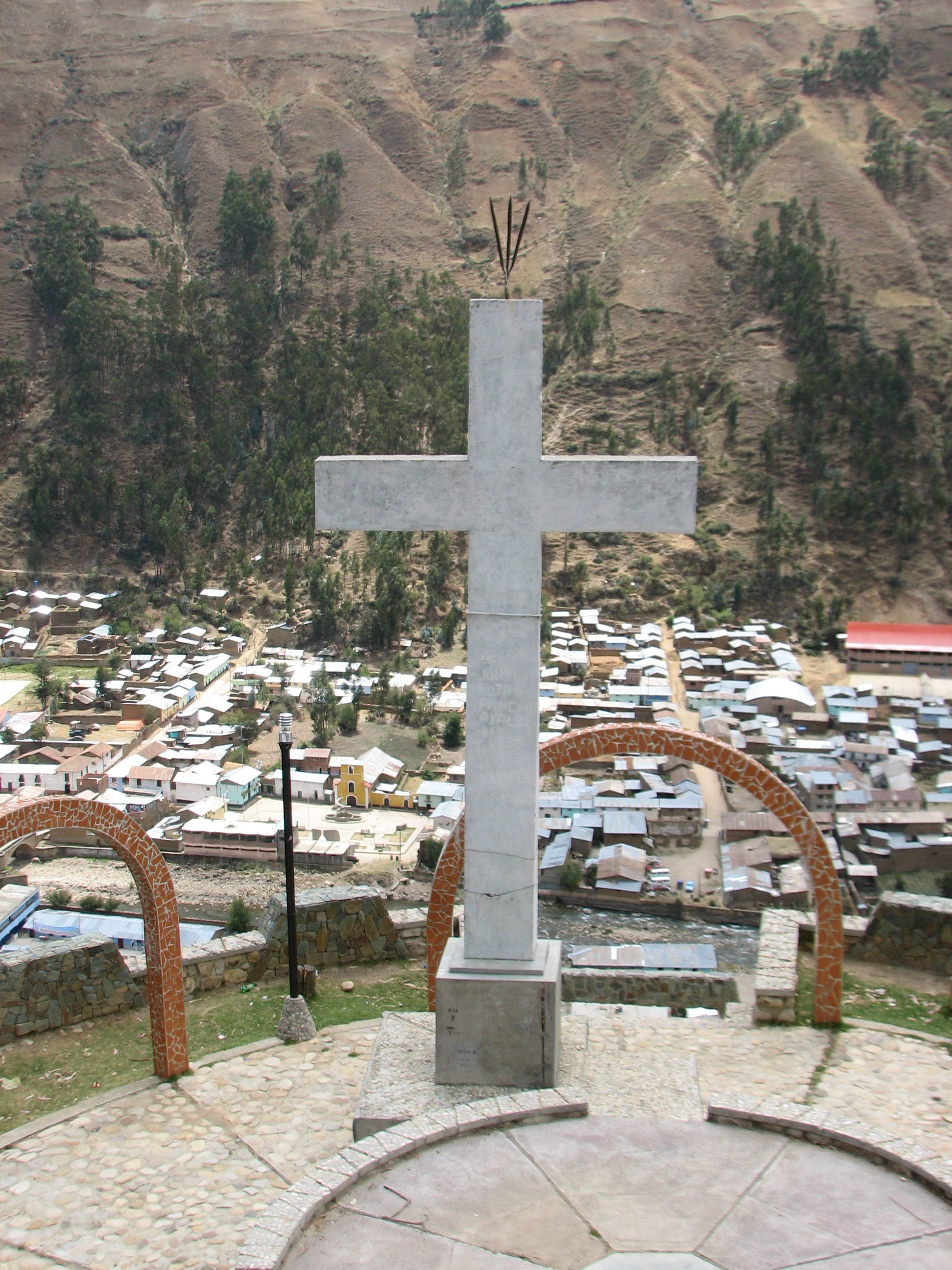
Croce di La Unión

La provincia di Dos de Mayo è una delle undici province della regione di Huánuco nel Perù.

## Capoluogo e data di fondazione
Il capoluogo è La Unión.
La provincia è stata istituita nel 1870.
Sindaco (alcalde):
- Fortunato Ramos Lavado(2007-2010)

## Superficie e popolazione
- 1438,88 km²
- 42 825 abitanti (inei2005)

## Province confinanti
Confina a est con la provincia di Leoncio Prado; a sud con la provincia di Huánuco, con la provincia di Yarowilca e con la provincia di Lauricocha; a nord con la provincia di Huamalíes e ad ovest con la regione di Ancash.

## Geografia antropica

### Suddivisioni amministrative
È divisa in nove distretti:
- Chuquis
- La Unión
- Marías
- Pachas
- Quivilla
- Ripán
- Shunqui
- Sillapata
- Yanas

## Festività
- Settimana santa
- 16 luglio: Madonna del Carmelo
- Signore dei Miracoli